# Scorpaenopsis brevifrons
Scorpaenopsis brevifrons is een straalvinnige vissensoort uit de familie van schorpioenvissen (Scorpaenidae). De wetenschappelijke naam van de soort is voor het eerst geldig gepubliceerd in 1975 door Eschmeyer & Randall.